# معاون (رتبة عسكرية)

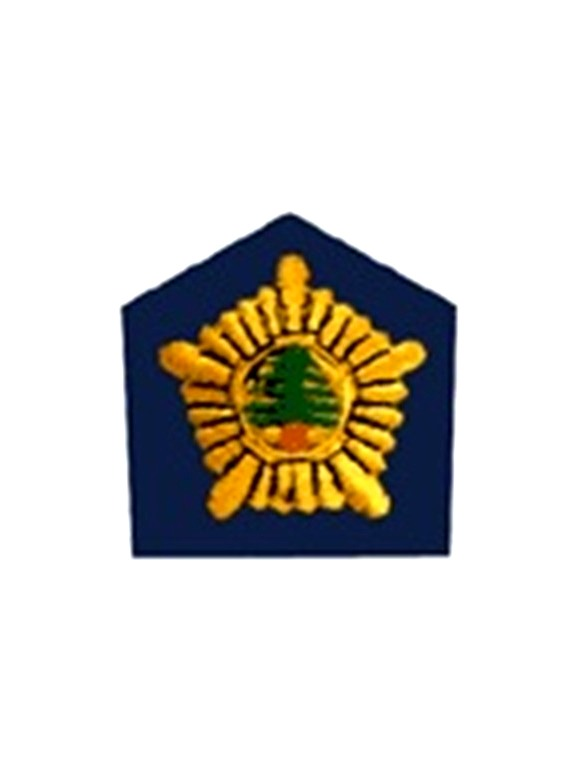
رتبة معاون

معاون (بالإنجليزية: Adjutant)‏ هي رتبة عسكرية لضباط الصف في الجيش اللبناني وهي أعلى من رتبة رقيب أول وأقل من رتبة معاون أول.